# Mbuyisa Makhubo
Mbuyisa Makhubo, né en 1957 ou 1958 en Afrique du Sud, est connu pour figurer sur une photographie prise en 1976 lors des émeutes de Soweto contre l'apartheid.

## Les faits
Mbuyisa Makhubo, un étudiant âgé de 18 ans, manifeste dans le township de Soweto le 16 juin 1976. Les forces de l'ordre ouvrent soudainement le feu sur les manifestants et un garçon de douze ans, Hector Pieterson, est touché par les tirs dans le quartier d'Orlando West lors de la fusillade et meurt. Il est considéré comme étant la première victime du massacre ayant fait quelque 570 victimes. Makhubo se saisit du corps et s'enfuit des lieux du drame.

## La photo
Le photographe sud-africain Sam Nzima le prend en photo, transportant le corps d'Hector Pieterson. La sœur de ce dernier, Antoinette Pieterson, en uniforme d'écolière, court à leurs côtés. Cette photo est devenue le symbole de la répression du gouvernement sud-africain et des lois sur l'apartheid. Le quotidien noir sud-africain The World publie la photo le lendemain.
Le Hector Pieterson Memorial and Museum, ouvert en 2002, situé près de l'endroit du drame, présente la photo près de l'entrée.

## Les conséquences
Après la publication de la photo, Mbuyisa Makhubo est harcelé par les services de sécurité et est contraint de fuir l'Afrique du Sud. Sa mère, Nombulelo Makhubo, a déclaré à la Commission de la vérité et de la réconciliation qu'elle a reçu une lettre de lui en provenance du Nigeria en 1978, mais qu'elle n'a plus jamais entendu parler de lui depuis lors.

## Postérité
Une des dernières séquences du film Cry Freedom (1987) de Richard Attenborough est directement inspirée par la photographie.